# Hydrellia notata
Hydrellia notata är en tvåvingeart som beskrevs av Deonier 1971. Hydrellia notata ingår i släktet Hydrellia och familjen vattenflugor. Inga underarter finns listade i Catalogue of Life.